# Élections législatives de 1978 dans la Marne
Les élections législatives françaises de 1978 se déroulent les 12 et 19 mars 1978. Dans le département de la Marne, quatre députés sont à élire dans le cadre de quatre circonscriptions.

## Élus
| Circonscription | Député sortant                             | Parti | Parti | Député élu ou réélu  | Parti | Parti     |
| --------------- | ------------------------------------------ | ----- | ----- | -------------------- | ----- | --------- |
| 1re             | Roger Crespin suppléant de Jean Taittinger |       | RPR   | Jean-Louis Schneiter |       | UDF (CDS) |
| 2e              | Jean Falala                                |       | RPR   | Jean Falala          |       | RPR       |
| 3e              | Jean Bernard                               |       | RPR   | Jean Degraeve        |       | RPR       |
| 4e              | Bernard Stasi                              |       | CDS   | Bernard Stasi        |       | UDF (CDS) |

## Résultats

### Résultats à l'échelle du département
| Parti          | Parti                              | Premier tour | Premier tour | Second tour | Second tour | Sièges |
| Parti          | Parti                              | Voix         | %            | Voix        | %           | Sièges |
| -------------- | ---------------------------------- | ------------ | ------------ | ----------- | ----------- | ------ |
|                | Rassemblement pour la République   | 69 760       | 25,46        | 76 163      | 27,54       | 2      |
|                | Union pour la démocratie française | 63 545       | 23,19        | 78 315      | 28,32       | 2      |
|                | Parti radical                      | 1 304        | 0,48         |             |             | 0      |
|                | Majorité présidentielle            | 134 609      | 49,13        | 154 478     | 55,86       | 4      |
|                |                                    |              |              |             |             |        |
|                | Parti communiste français          | 66 382       | 24,23        | 122 088     | 44,14       | 0      |
|                | Parti socialiste                   | 52 018       | 18,98        | Retrait     | Retrait     | 0      |
|                | Parti radical de gauche            | 2 710        | 0,99         |             |             | 0      |
|                | Union de la gauche                 | 121 110      | 44,20        | 122 088     | 44,14       | 0      |
|                |                                    |              |              |             |             |        |
|                | Divers écologiste                  | 9 369        | 3,42         |             |             | 0      |
|                | Extrême gauche                     | 4 944        | 1,80         | 0           |             |        |
|                | Gaullistes d'opposition            | 2 617        | 0,96         | 0           |             |        |
|                | Parti socialiste unifié            | 1 353        | 0,49         | 0           |             |        |
|                |                                    |              |              |             |             |        |
| Inscrits       | Inscrits                           | 328 279      | 100,00       | 329 090     | 100,00      | 4      |
| Abstentions    | Abstentions                        | 48 481       | 14,77        | 44 647      | 13,57       |        |
| Votants        | Votants                            | 279 798      | 85,23        | 284 443     | 86,43       |        |
| Blancs et nuls | Blancs et nuls                     | 5 796        | 2,07         | 7 877       | 2,77        |        |
| Exprimés       | Exprimés                           | 274 002      | 97,93        | 276 566     | 97,23       |        |

### Résultats par circonscription

#### Première circonscription (Reims-I)
| Candidat       | Candidat                  | Parti             | Premier tour | Premier tour | Second tour | Second tour |  |
| Candidat       | Candidat                  | Parti             | Voix         | %            | Voix        | %           |  |
| -------------- | ------------------------- | ----------------- | ------------ | ------------ | ----------- | ----------- |  |
|                | Claude Lamblin            | PCF               | 19 095       | 25,33        | 34 928      | 45,94       |  |
|                | Jean-Louis Schneiter élu  | UDF (CDS)         | 18 759       | 24,88        | 41 100      | 54,06       |  |
|                | Georges Colin             | PS                | 15 736       | 20,87        | Retrait     | Retrait     |  |
|                | Jacques Kosciusko-Morizet | RPR               | 15 261       | 20,24        | Retrait     | Retrait     |  |
|                | François Bastien          | Écologie 78       | 3 142        | 4,17         |             |             |  |
|                | Yvette Lacarrière         | LO                | 930          | 1,23         |             |             |  |
|                | Jacques Bernard           | MDD               | 909          | 1,21         |             |             |  |
|                | Danielle Escande          | UGP               | 531          | 0,7          |             |             |  |
|                | Robert Dalbard            | LCR               | 480          | 0,64         |             |             |  |
|                | Chantal Mazelle           | Divers écologiste | 339          | 0,45         |             |             |  |
|                | Michel Gigerich           | UOPDP             | 207          | 0,27         |             |             |  |
|                |                           |                   |              |              |             |             |  |
| Inscrits       | Inscrits                  | Inscrits          | 89 643       | 100,00       | 90 237      | 100,00      |  |
| Abstentions    | Abstentions               | Abstentions       | 12 924       | 14,42        | 11 916      | 13,21       |  |
| Votants        | Votants                   | Votants           | 76 719       | 85,58        | 78 321      | 86,79       |  |
| Blancs et nuls | Blancs et nuls            | Blancs et nuls    | 1 330        | 1,73         | 2 293       | 2,93        |  |
| Exprimés       | Exprimés                  | Exprimés          | 75 389       | 98,27        | 76 028      | 97,07       |  |

#### Deuxième circonscription (Reims-II)
| Candidat       | Candidat                  | Parti             | Premier tour | Premier tour | Second tour | Second tour |  |
| Candidat       | Candidat                  | Parti             | Voix         | %            | Voix        | %           |  |
| -------------- | ------------------------- | ----------------- | ------------ | ------------ | ----------- | ----------- |  |
|                | Jean Falala sortant réélu | RPR               | 26 394       | 39,29        | 37 727      | 56,14       |  |
|                | Michel Delaitre           | PCF               | 15 655       | 23,3         | 29 480      | 43,86       |  |
|                | Jean-Claude Fontalirand   | PS                | 12 330       | 18,35        | Retrait     | Retrait     |  |
|                | Jean-Marie Beaupuy        | UDF (PR)          | 6 898        | 10,27        |             |             |  |
|                | Michel Gruyer-Eyrignoux   | Divers écologiste | 2 119        | 3,15         |             |             |  |
|                | Robert Roy                | Rad               | 1 304        | 1,94         |             |             |  |
|                | Françoise Miard           | LO                | 970          | 1,44         |             |             |  |
|                | Jean-Claude Morlet        | PSU (FA)          | 689          | 1,03         |             |             |  |
|                | Bernard Saulet            | Divers écologiste | 321          | 0,48         |             |             |  |
|                | Isabelle Rousseau         | UGP               | 288          | 0,43         |             |             |  |
|                | Johan Thomas              | UOPDP             | 211          | 0,31         |             |             |  |
|                |                           |                   |              |              |             |             |  |
| Inscrits       | Inscrits                  | Inscrits          | 80 365       | 100,00       | 80 421      | 100,00      |  |
| Abstentions    | Abstentions               | Abstentions       | 11 243       | 13,99        | 11 307      | 14,06       |  |
| Votants        | Votants                   | Votants           | 69 122       | 86,01        | 69 114      | 85,94       |  |
| Blancs et nuls | Blancs et nuls            | Blancs et nuls    | 1 943        | 2,81         | 1 907       | 2,76        |  |
| Exprimés       | Exprimés                  | Exprimés          | 67 179       | 97,19        | 67 207      | 97,24       |  |

#### Troisième circonscription (Châlons-sur-Marne - Vitry-le-François)
| Candidat       | Candidat                 | Parti             | Premier tour | Premier tour | Second tour | Second tour |  |
| Candidat       | Candidat                 | Parti             | Voix         | %            | Voix        | %           |  |
| -------------- | ------------------------ | ----------------- | ------------ | ------------ | ----------- | ----------- |  |
|                | Jean Bernard élu         | RPR               | 20 464       | 29,71        | 38 436      | 54,7        |  |
|                | Jean Reyssier            | PCF               | 17 922       | 26,02        | 31 830      | 45,3        |  |
|                | Annette Chépy            | PS                | 12 761       | 18,53        | Retrait     | Retrait     |  |
|                | Jean-Émile Vié           | UDF (PR)          | 11 984       | 17,4         | Retrait     | Retrait     |  |
|                | Annie Bernal             | Divers écologiste | 2 405        | 3,49         |             |             |  |
|                | Daniel Lefebvre          | MRG               | 1 278        | 1,86         |             |             |  |
|                | Régis Harlé              | LO                | 988          | 1,43         |             |             |  |
|                | Gérard Mothé             | MDD               | 889          | 1,29         |             |             |  |
|                | Jean-Louis Blanchemanche | UOPDP             | 184          | 0,27         |             |             |  |
|                |                          |                   |              |              |             |             |  |
| Inscrits       | Inscrits                 | Inscrits          | 84 372       | 100,00       | 84 354      | 100,00      |  |
| Abstentions    | Abstentions              | Abstentions       | 14 133       | 16,75        | 12 132      | 14,38       |  |
| Votants        | Votants                  | Votants           | 70 239       | 83,25        | 72 222      | 85,62       |  |
| Blancs et nuls | Blancs et nuls           | Blancs et nuls    | 1 364        | 1,94         | 1 956       | 2,71        |  |
| Exprimés       | Exprimés                 | Exprimés          | 68 875       | 98,06        | 70 266      | 97,29       |  |

#### Quatrième circonscription (Épernay)
| Candidat       | Candidat                    | Parti             | Premier tour | Premier tour | Second tour | Second tour |  |
| Candidat       | Candidat                    | Parti             | Voix         | %            | Voix        | %           |  |
| -------------- | --------------------------- | ----------------- | ------------ | ------------ | ----------- | ----------- |  |
|                | Bernard Stasi sortant réélu | UDF (CDS)         | 25 904       | 41,41        | 37 215      | 59,01       |  |
|                | Jacques Perrein             | PCF               | 13 710       | 21,92        | 25 850      | 40,99       |  |
|                | Michel Thomas               | PS                | 11 191       | 17,89        | Retrait     | Retrait     |  |
|                | Robert Ravillon             | RPR               | 7 641        | 12,21        |             |             |  |
|                | Marc Lefèvre                | MRG               | 1 432        | 2,29         |             |             |  |
|                | Jean Kerourédan             | Divers écologiste | 1 043        | 1,67         |             |             |  |
|                | André Lancteau              | LO                | 974          | 1,56         |             |             |  |
|                | Jacques Furlan              | PSU (FA)          | 664          | 1,06         |             |             |  |
|                |                             |                   |              |              |             |             |  |
| Inscrits       | Inscrits                    | Inscrits          | 73 899       | 100,00       | 74 078      | 100,00      |  |
| Abstentions    | Abstentions                 | Abstentions       | 10 181       | 13,78        | 9 292       | 12,54       |  |
| Votants        | Votants                     | Votants           | 63 718       | 86,22        | 64 786      | 87,46       |  |
| Blancs et nuls | Blancs et nuls              | Blancs et nuls    | 1 159        | 1,82         | 1 721       | 2,66        |  |
| Exprimés       | Exprimés                    | Exprimés          | 62 559       | 98,18        | 63 065      | 97,34       |  |